# Rijksbeschermd gezicht Beesd
Gezicht Beesd is een van rijkswege beschermd dorpsgezicht in Beesd in de Nederlandse provincie Gelderland. De procedure voor aanwijzing werd gestart op 13 mei 1965. Het gebied werd op 1 september 1967 definitief aangewezen. Het beschermd gezicht beslaat een oppervlakte van 12,4 hectare.
Panden die binnen een beschermd gezicht vallen krijgen niet automatisch de status van beschermd monument. Wel zal de gemeente het bestemmingsplan aanpassen om nieuwe ontwikkelingen in het gebied te reguleren. De gezichtsbescherming richt zich op de stedenbouwkundige en cultuurhistorische waardering van een gebied en wil het toekomstig functioneren daarvan veiligstellen.